# Polytrichum nigrescens
Polytrichum nigrescens là một loài rêu trong họ Polytrichaceae. Loài này được Lam. & DC. mô tả khoa học đầu tiên năm 1805.